# Barnarve

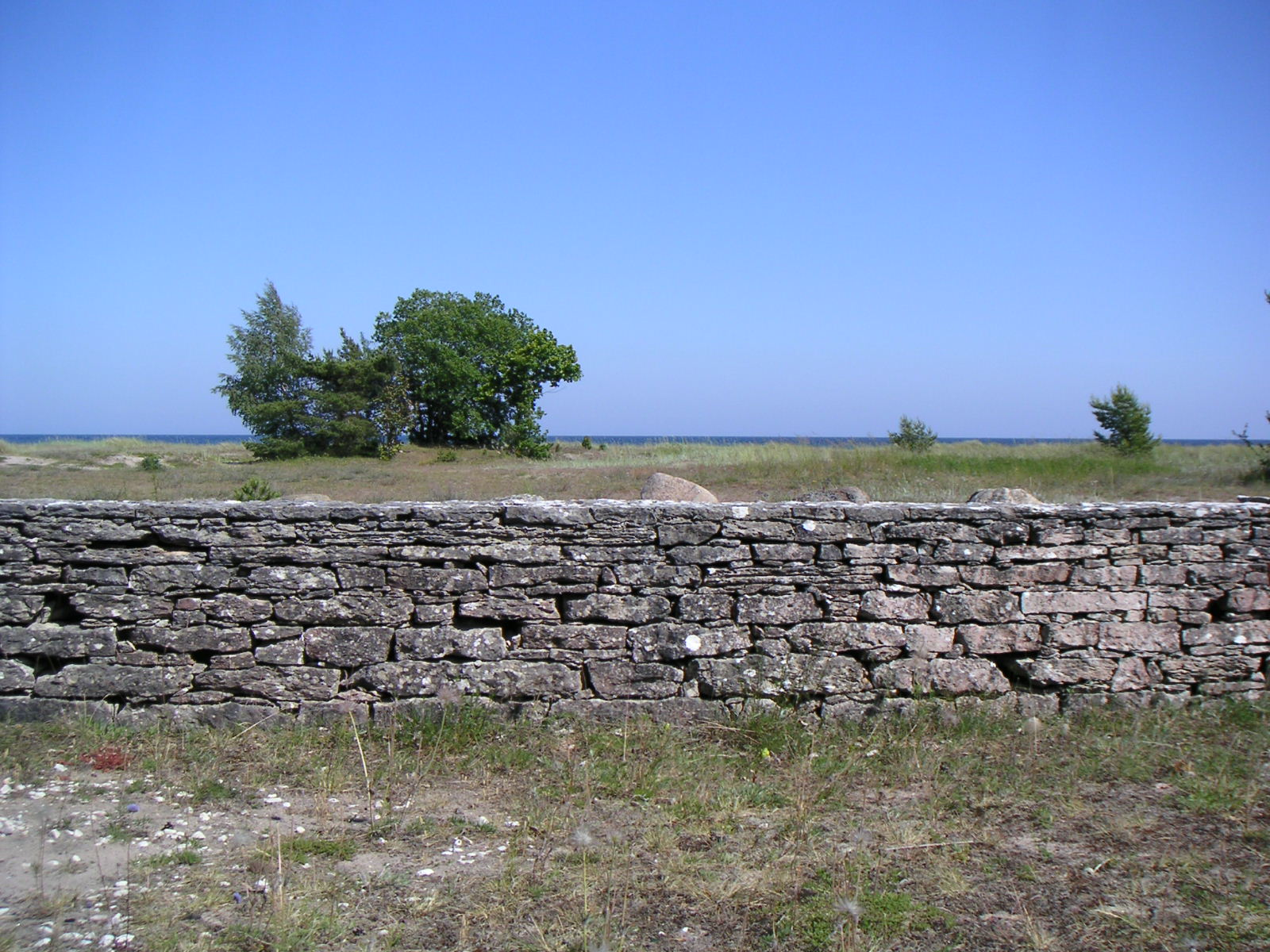
Den vast som skiljer tomten från strandheden.

Barnarve är en fastighet med kulturhistoriskt intressant bebyggelse belägen mellan Strandvägen och Hemängsstigen i badorten Ljugarn på Gotlands östra kust, förvärvad som sommarnöje av Stockholms-borgarrådet Yngve Larsson och Elin Larsson (född Bonnier) 1918. Efter makarna Larssons bortgång drygt sex decennier senare övergick fastigheten 1981 genom testamente till Stiftelsen Barnarve, som alltjämt förvaltar fastigheten för parets ättlingar.
Stiftelsen Barnarve har en egen hemsida med mera information, se under referenser nedan.
Namnet Barnarve skapades av paret Larsson, och kommer av orden barn och det gotländska ortnamnsefterledet arve, som betyder "gård som har ärvts" och återfinns i många äldre gårdsnamn på ön.

## Byggnader

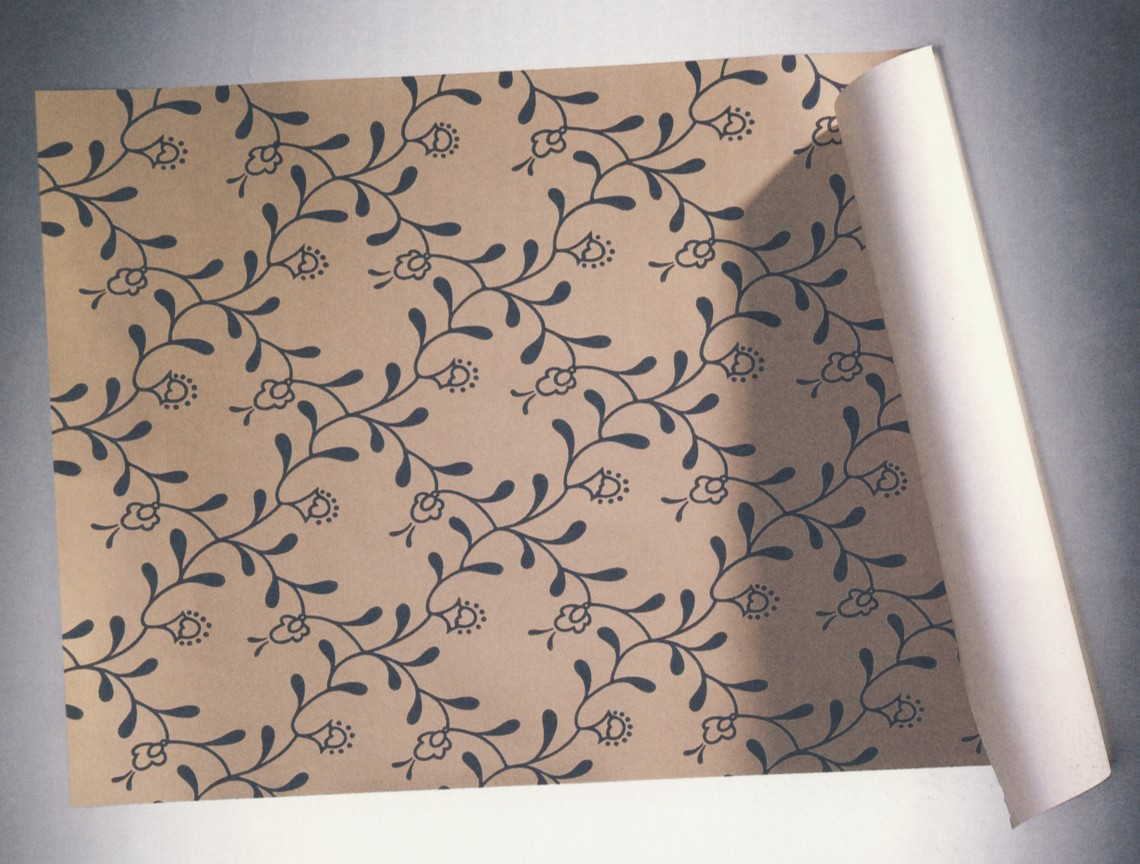
"Elsagården".

På fastigheten uppfördes 1919 Stora huset av ett gammalt hus från en närbelägen socken, som flyttades till fastigheten, delades i två och byggdes samman igen med en nybyggd del i mitten, efter ritningar av den tidigare arkitekten vid Stockholms stads byggnadsnämnd Gustaf Linden. Huset inreddes bland annat med en kakelugnsrelief som tros vara utförd av skulptören Gustaf Sandberg, verksam vid det samtida stadshusbygget i Stockholm, samt tapeten "Elsagården" av den sedermera berömde funktionalisten Uno Åhrén och som presenterades vid Hemutställningen 1917 där Yngve Larsson var sekreterare. Huset har under 2000-talet renoverats varsamt under medverkan av inredningsdesignern Sara Szyber; barnbarnsbarn till makarna Larsson.
Samtidigt med Stora huset tillkom bulhuset Tvättstugan; ursprungligen en parstuga som tros ha byggts i slutet av 1700-talet i Guffride i Alskogs socken och flyttades till Barnarve i samband med att Stora huset uppfördes 1919. I den kulturhistoriska bebyggelseinventering som gjordes i Ljugarn 1984 betecknades huset som kulturhistoriskt intressant.
1921 uppfördes den mindre Strandstugan som makarnas eget hus vid början av strandheden, då Stora huset redan upplevdes trångt för det stora hushållet med sex barn och tjänstefolk.
1933 byggdes ytterligare ett hus, kallat Funkis, i tidens funktionalistiska arkitektur efter ritningar av arkitekten, sekreteraren i Svenska Slöjdföreningen och sedermera SAR-grundaren Hakon Ahlberg. Stilen var snarlik Ahlbergs Villa 48 från Stockholmsutställningen 1930. Utbyggt i etapper under 1940- och 1950-talen, under medverkan av byggherreparets son arkitekten Mårten Larsson och hans fru inredningsarkitekten Lena Larsson.